# Cistoisosporiasis
La cistoisosporiasis se trata de una infección causada por el protozoo Cystoisospora belli que afecta al intestino delgado.

## Manifestaciones clínicas
- Diarrea acuosa.
- Dolor abdominal
- Deshidratación.
- Pérdida de peso.
- Pérdida de apetito.

Las personas afectadas por VIH (virus del sida) deben extremar las precauciones evitando el contacto con agua contaminada o con heces humanas, ya que además en un porcentaje alto presentan reacciones adversas a los antibióticos que se utilizan para su tratamiento.